# Medborgarunionen "Roma"
Medborgarunionen Roma (Graždansko Obedinenie "Roma") är ett politiskt parti i Bulgarien, som vill tillvarata romernas intressen.
Unionen bildades 2001 av nio ideella organisationer och tre politiska partier inom den romska minoriteten i landet.
Roma tillhör valalliansen Koalition för Bulgarien som i valet den 25 juni 2005, fick 34,2 % av rösterna och 82 av de 240 mandaten i parlamentet.